# 博斯科古林

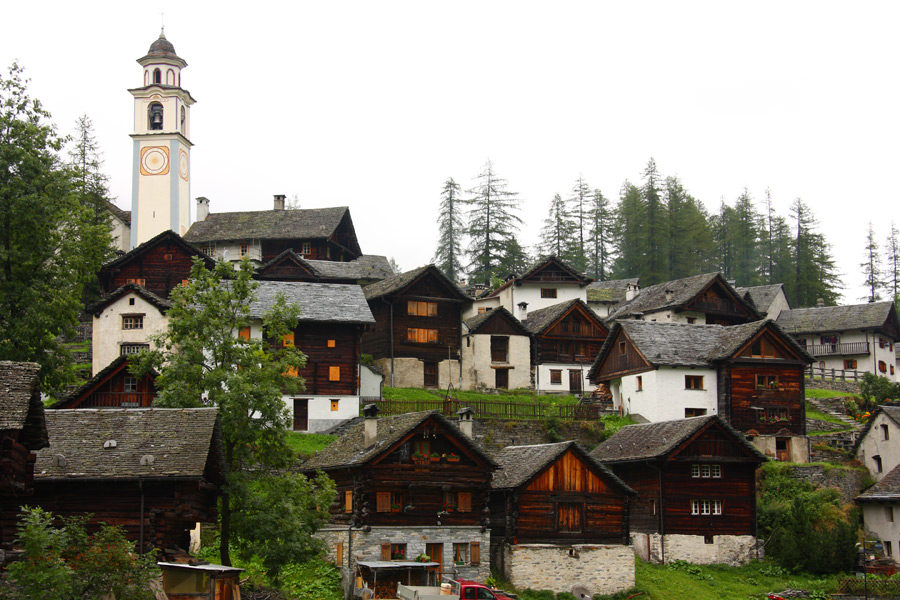

博斯科古林是瑞士的城鎮，位於該國南部，由提契諾州負責管轄，面積22.04平方公里，海拔高度1,506米，2011年人口50，八成半人口信奉羅馬天主教，人口密度每平方公里2人。

## 外部連結
- Official site （德文）/（意大利文）